# Geneng (Batealit)
Geneng is een bestuurslaag in het regentschap Jepara van de provincie Midden-Java, Indonesië. Geneng telt 4874 inwoners (volkstelling 2010).